# 태릉관리소
태릉관리소(泰陵管理所)는 조선왕조 11대 중종의 제2계비 문정왕후 윤씨의 능(단릉)과 그녀의 아들인 13대 명종과 그의 비 인순왕후 심씨의 능인 태릉과 강릉을 보호·관리하기 위해 설립된 대한민국 문화재청 소속기관으로 태릉관리소장(5급)은 행정사무관ㆍ임업사무관 또는 시설사무관으로 보한다. 서울특별시 노원구 화랑로 681에 위치하고 있다. 세계유산의 효율적인 관리를 위해 2012년 9월 12일 조선왕릉관리소 중부지구관리소로 개편되면서 폐지되었다.

## 주요 업무
- 태릉과 강릉(사적 제201호) 문화재 보존관리업무
- 고건물 시설물 및 산림생태계 보존 관리
- 국유재산 관리 관람구역 및 관람에 관한 사항
- 조선왕릉전시관 운영

## 소속 기관
- 조선왕릉전시관

## 같이 보기
- 태릉